# Gavinané
Gavinané est une commune rurale malienne, située dans le pays de la Kaarta, chef-lieu d'arrondissement du cercle de Nioro du Sahel, et la région de Nioro du Sahel. Ses habitants sont appelés les Gavinanais et les Gavinanaise.
La commune est composée de 22 villages. 

## Histoire
En 1993, l’arrondissement de Gavinané dans le cercle de Nioros a été éclaté en trois communes : les communes rurales de Diaye Coura et de Gavinané et la commune urbaine de Youri.

## Géographie
Le climat est de type sahélien avec une saison humide et chaude (saison des pluies) de juillet à septembre avec une moyenne pluviométrique entre 400 et 500 mm, une saison sèche et froide d'octobre à février et une saison sèche et chaude de mars à juin.
Le système hydrographique est celui des zones arides et semi-arides. Pendant la saison sèche, presque toutes les rivières sont à sec.

## Population
La commune de Gavinané compte 20 517 habitants en 2024. La population est constituée essentiellement de Peuls. Des Soninkés sont également présents, ils sont majoritaires dans le village de Toukoro.

## Politique
| Année | Maire élu                | Parti politique |
| ----- | ------------------------ | --------------- |
| 2004  | Mamoudou Bassirou Diallo | Adéma-Pasj      |
| 2009  | Hassimyou Sow            | Parena          |

Le chef de village est Mamadou Mamoudou Sow, qui n'est autre que le cousin cadet du maire.

## Villages
La commune s'étend sur 18 localités relevées lors du recensement général de 2009. 
Les villages les plus peuplés sont :
- Gavinané (4 155 habitants) ;
- Farandalah (2 886 habitants) ;
- Birou Grand (1 918 habitants).

## Éducation
Trois écoles fondamentales sont présentes dans la commune, à Gavinané, à Birou Grand et Farandallah. Elles assurent le premier cycle. Pour le second cycle, les élèves doivent se rendre dans la commune urbaine de Youri. D'autres se rendent dans les autres parties Mali, notamment à Kayes, Nioros, Diangounté, Sikasso, Bamako, etc.
cependant, depuis 2012 le village possède une école de second cycle ce qui permet aux jeunes Gavinanois de poursuivre leurs études dans leur village après le premier cycle.

## Économie
L'agriculture et l'élevage sont les principales activités de la commune. Les principales cultures sont le sorgho, le mil, le maïs, le niébé associé, l’arachide, la pastèque et les courges.

## Jumelage
La ville de Gavinané est jumelée avec la ville française de Givors depuis le 30 juin 1990.

## Personnalités nées à Gavinané
- Abou Sow, homme politique.
- Abdoul Aziz Diallo (ancien président Tabital pulaku).
- Mamoudou Bah (ancien ministre de la défense au Mali)
- Mamadou Alpha Diallo (homme politique) il fut député en 2013
- Abdoulaye Oumar Diop (ministre des Affaires étrangères du Mali)
- Seydou Sow (Opérateur économique)
- Aliou Boubacar Diallo (PDG de Petroma Service et de Wassoulou'Or et fondateur du parti ADP Maliba)